# 山本秀
山本 秀（やまもと みのる、1913年2月9日 - 1996年10月5日）は、日本の作曲家。おもに「ひろしま平和の歌」の作曲者として知られる。

## 経歴
広島県出身。1936年、東京音楽学校 (旧制)（東京芸術大学音楽学部の前身）甲種師範科を卒業し、前橋市高等家政女学校（前橋市立前橋高等学校の前身）の教師となり、その後、広島県師範学校に勤め、学制改革を経て1951年からは広島大学教育学部東雲分校勤務となって、停年退官まで在職した。
山本は、地域の音楽教育関係組織である広島教育音楽連盟や広島中等教育音楽協会でも活動していた。
山本の専門は音楽教育で、音楽科の教員養成課程の学生のために多数の教科書類やピアノ教本の編集にあたり、他方では「音痴」の子どもへの歌唱指導法などについて、研究論文を発表した。
山本は、「ひろしま平和の歌」のみならず、広島市立中山小学校、広島市立吉島中学校、広島県立大柿高等学校など百曲近い校歌を作曲し、合唱やオペラの指揮も手がけた。1976年に退官して以降は、広島大学名誉教授となり、また、広島文教女子大学で教鞭を執り続けた。
1996年10月5日、肺癌のため死去。

## 「ひろしま平和の歌」
1947年の半ばに、当時の広島市長で、広島市を平和運動の中心地とすることを提唱していた浜井信三は、「8月6日に焦点を会わせた大規模な平和祭典を開催すれば、人々に対する強いアピールになろうし、それは国外にも及ぶだろう」と考えていた広島市観光協会 (Tourism Association of the City of Hiroshima) の石島治志の発案による計画を採り上げた。
1947年6月には、広島平和祭協会が創設され、浜井が会長、石島が副会長となり、7月には「平和の歌」の歌詞の公募が行なわれて22日に「ひろしま平和の歌」が選ばれた。山本が曲を付けたこの歌詞を書いた重園贇雄も、音楽教師であった。この歌は、同年8月6日の広島平和祭（後の広島平和記念式典の前身）で初演され、以降、朝鮮戦争が勃発し原子爆弾の使用の可能性が取りざたされる中で占領軍当局からの圧力によって式典が中止された1950年を除いて、毎年歌われ続けている。